# Pidonia lurida
Pidonia lurida là một họ bọ Cánh cứng trong phân họ Lepturinae, họ bọ cánh cứng sừng dài. Loài này phân bố ở Trung và Southeast châu Âu, Nga, phía bắc of Ý và Pháp. Larvae develop ở rụng lá và coniferous cây gỗ.

## Subtaxons
There are three varieties in species:
- Pidonia lurida var. ganglbaueri Ormay
- Pidonia lurida var. notaticollis Pic
- Pidonia lurida var. suturalis Olivier

## Hình ảnh

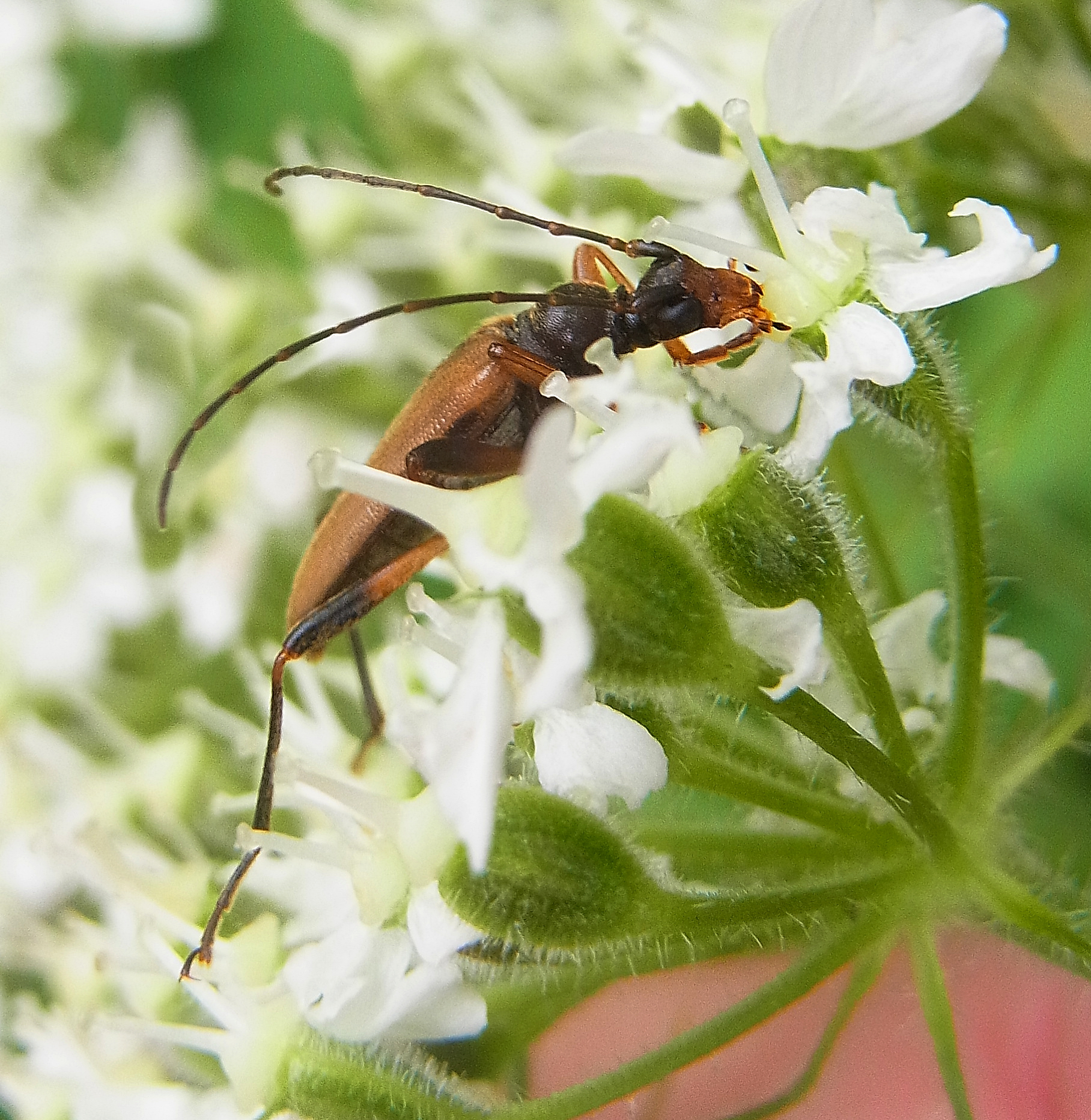
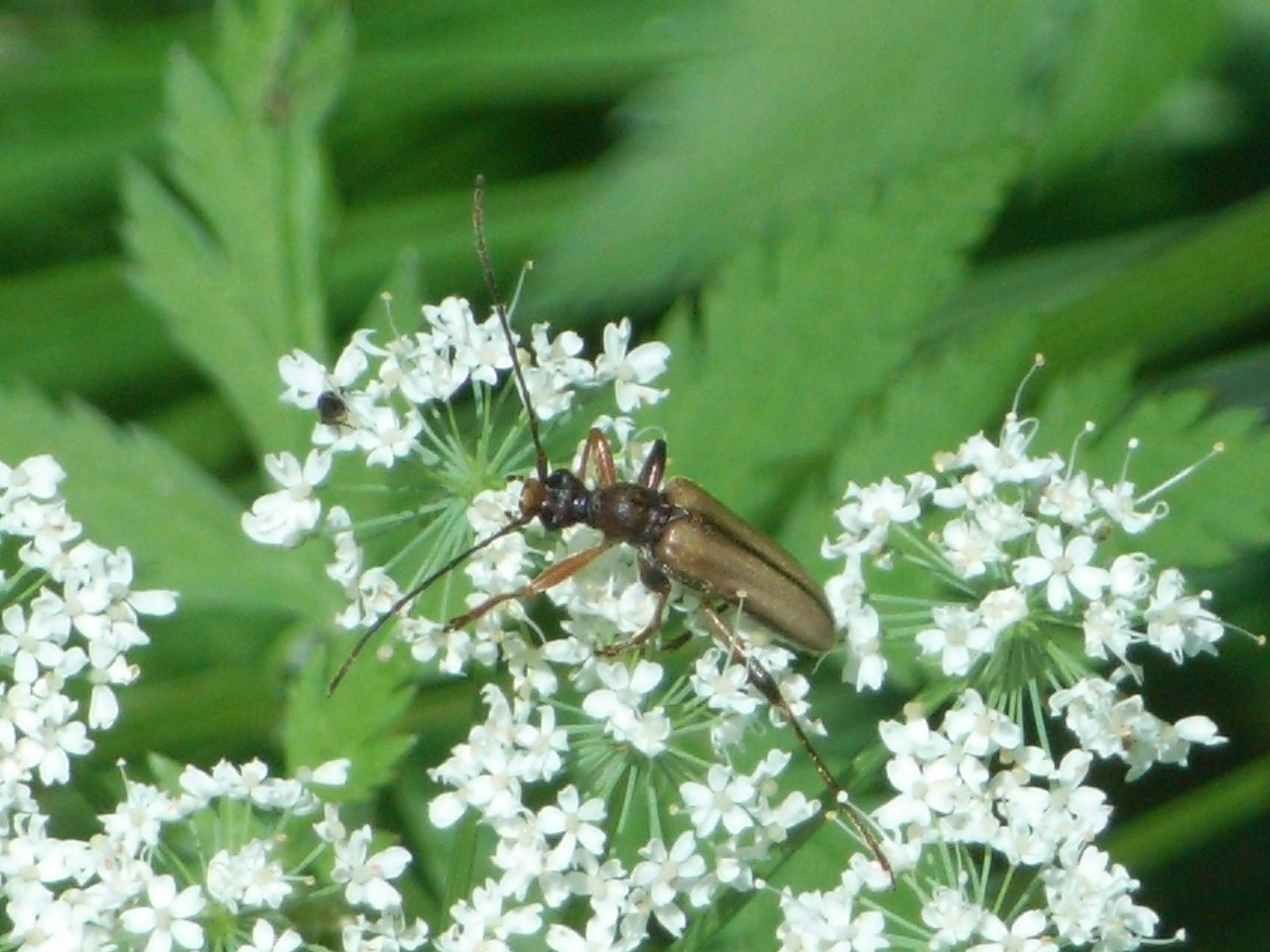
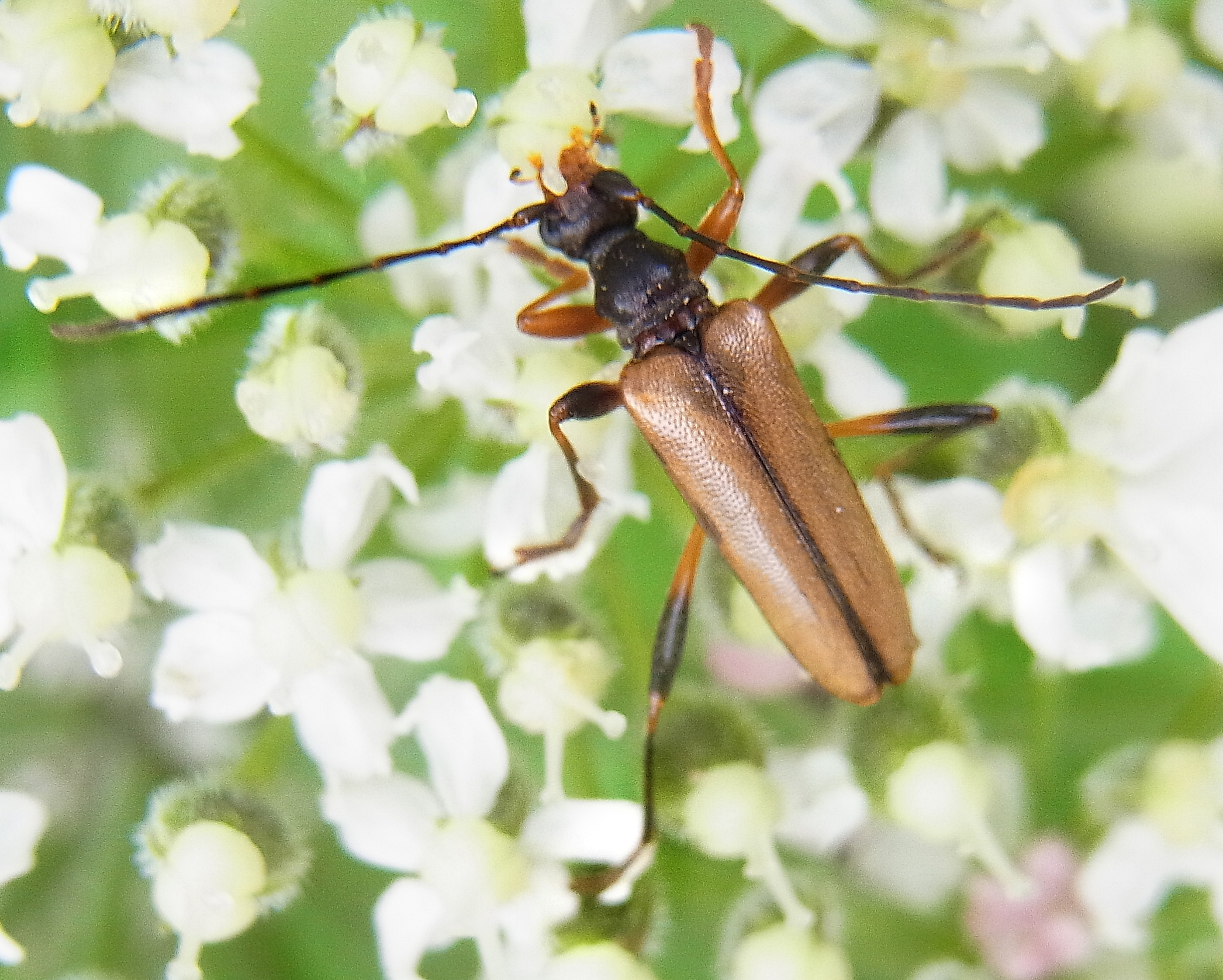
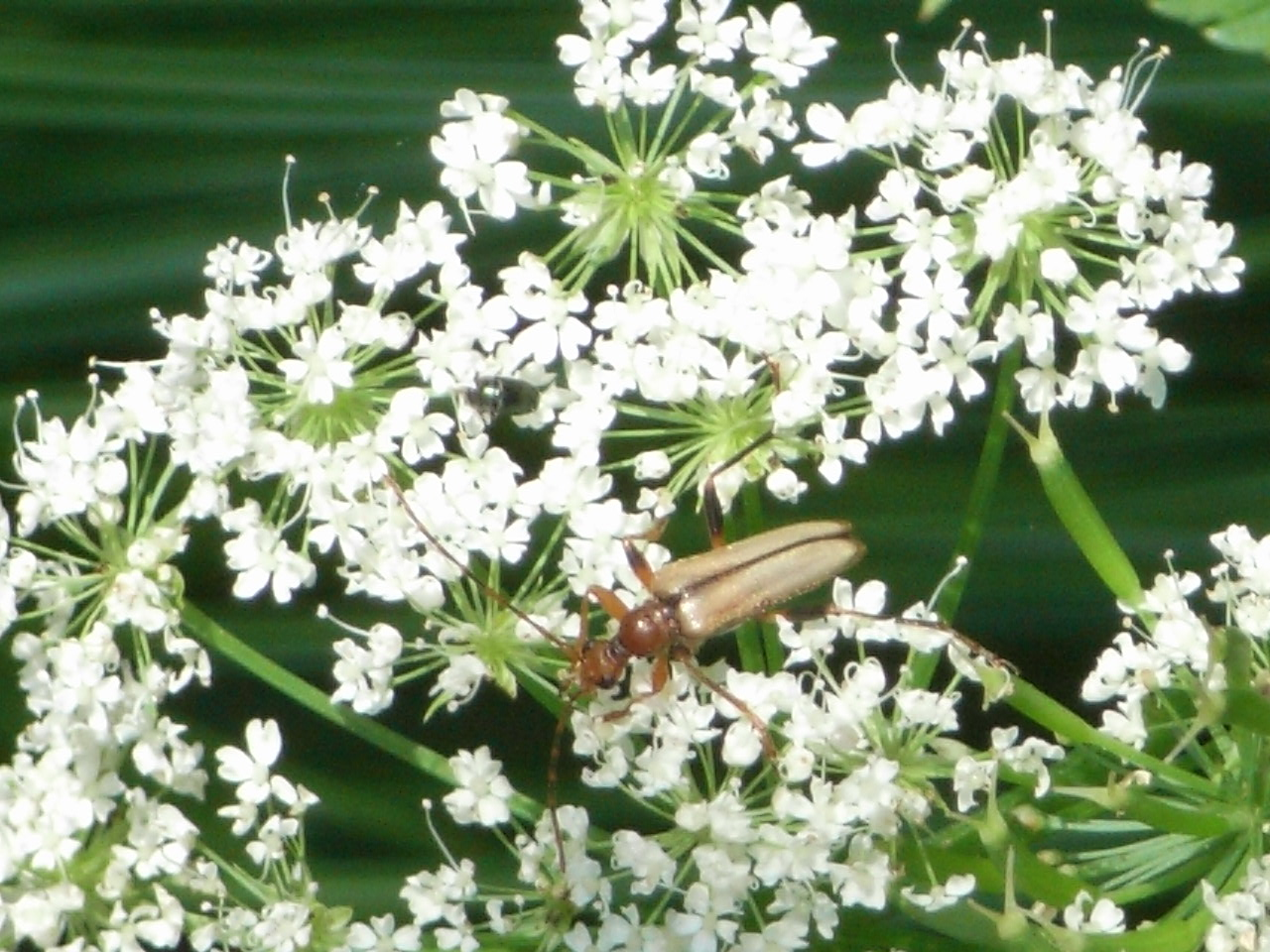